# Ozyptila laevis
Ozyptila laevis är en spindelart som beskrevs av Denis 1954. Ozyptila laevis ingår i släktet Ozyptila och familjen krabbspindlar.
Artens utbredningsområde är Marocko. Inga underarter finns listade i Catalogue of Life.